# Ceratozamia matudae
Ceratozamia matudae är en kärlväxtart som beskrevs av Cyrus Longworth Lundell. Ceratozamia matudae ingår i släktet Ceratozamia och familjen Zamiaceae. Inga underarter finns listade i Catalogue of Life.